# Parlamento de Rennes

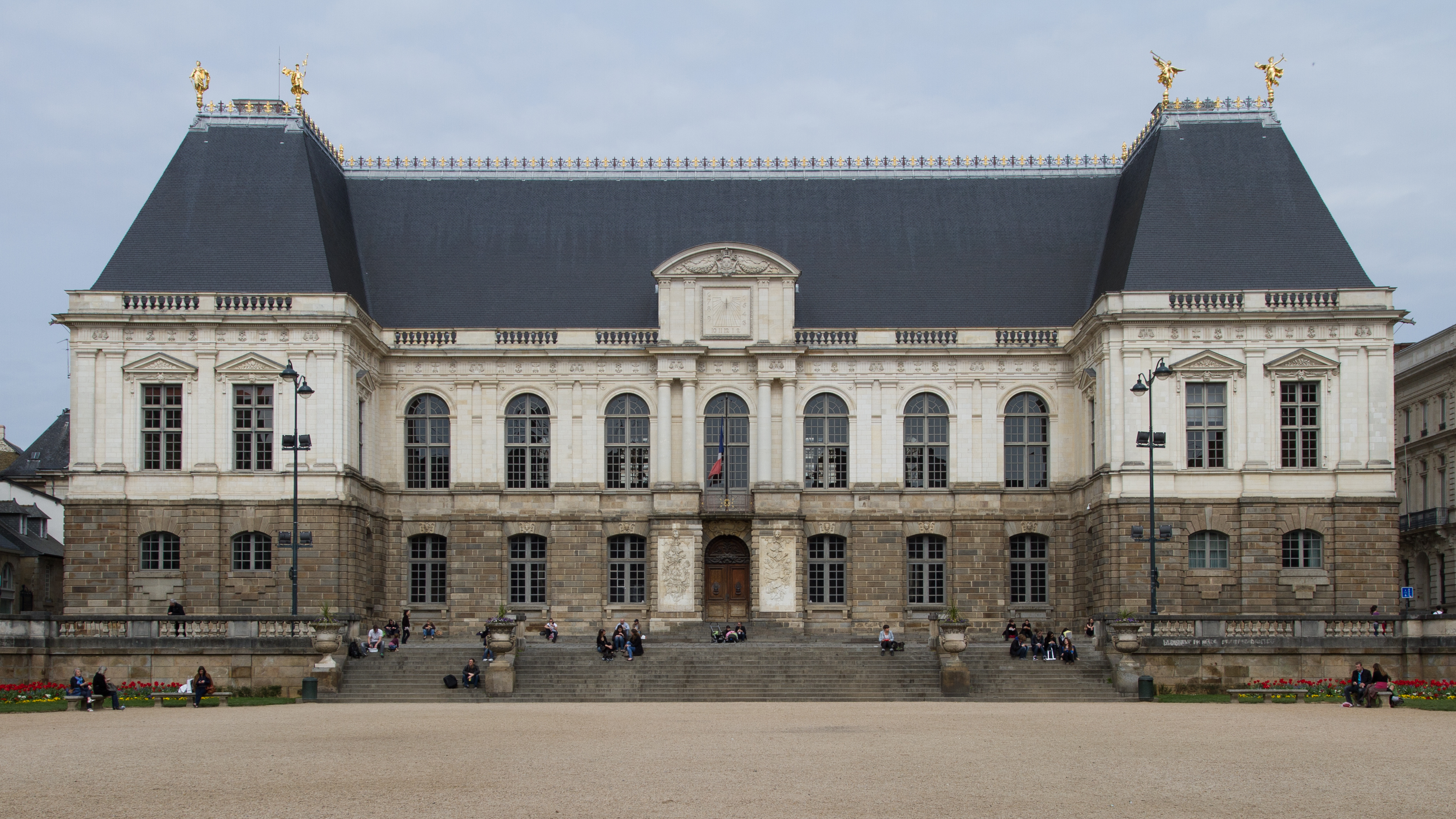
Fachada do palácio do Parlamento de Rennes

O parlamento de Rennes ou Parlamento da Bretanha (Parlement de Bretagne, Breujoù Breizh) foi um dos parlamentos, um tribunal de justiça sob o Antigo Regime francês, com sede em Rennes. Assim como seus equivalentes nas diversas províncias da França, não era um parlamento propriamente dito, mas um tribunal superior de justiça que servia como tribunal de recursos para os tribunais bretões de jurisdições inferiores. Esta estrutura régia também possuía prerrogativas legislativas estabelecidas pelo tratado de união da Bretanha com a França em 1532, as chamadas "liberdades bretãs", que lhe permitiam certo poder de contestação ao poder real. Criado em 1554  por um decreto do Rei Henrique II de França, com sede permanente no Palácio do Parlamento da Bretanha de 1709 até ser dissolvido como resultado da Revolução Francesa em 1790. É uma joia arquitetónica situada no centro da cidade de Rennes. Datado do século XVII, este edifício histórico foi testemunha de séculos de evolução política e cultural na Bretanha.
O edifício do Parlamento é um testemunho da capacidade de resistência da cidade, tendo sido restaurado após um incêndio devastador em 1994. Os seus interiores deslumbrantes mostram o artesanato da era renascentista, revelam os seus intrincados trabalhos em madeira, frescos detalhados e tectos ricamente pintados, tornando-o um dos locais históricos mais preciosos de Rennes.